# Maegan Manasse
| Posities op de WTA-ranglijst Positie per einde seizoen: \| jaar \| rang enkelspel \| rang dubbelspel \| \| ---- \| -------------- \| --------------- \| \| 2015 \| 747 \| 511 \| \| 2016 \| – \| 622 \| \| \| \| \| \| 2018 \| 420 \| 465 \| \| 2019 \| 508 \| 204 \| |                |                 |
| jaar | rang enkelspel | rang dubbelspel |
| 2015 | 747            | 511             |
| 2016 | –              | 622             |
| |                |                 |
| 2018 | 420            | 465             |
| 2019 | 508            | 204             |

Maegan Manasse (Redondo Beach, 16 april 1995) is een tennisspeelster uit de Verenigde Staten van Amerika. Manasse begon met tennis toen zij vijf jaar oud was. Haar favoriete ondergrond is hardcourt. Zij speelt rechtshandig en heeft een tweehandige backhand.

## Studie en elleboogblessure
Op uitnodiging van hoofdcoach Amanda Augustus studeerde Manasse social welfare aan de Universiteit van Berkeley, van 2013–2018. Zij was actief in het college tennis, en speelde vanaf 2014 ook op het professionele circuit. In de zomer van 2016 liep zij een scheurtje op in het ulnair collateraal ligament (binnenband) van de elleboog van haar slaghand. In augustus 2017 liet zij de elleboog opereren. In haar jaar als undergraduate (2017/2018), waarin zij moest revalideren van de ingrijpende operatie, speelde zij geen wedstrijden maar was zij actief als vrijwillig coach-assistent.

## Loopbaan

### Enkelspel
Manasse debuteerde in 2014 op het ITF-toernooi van Redding (VS). Wegens haar elleboogprobleem, de operatie en revalidatie, speelde zij anderhalf jaar niet (2017 en de eerste helft van 2018). Zij stond in 2018 voor het eerst in een finale, op het ITF-toernooi van Victoria (Canada) – zij verloor van de Amerikaanse Gail Brodsky. Bij haar tweede ITF-enkelspelfinale, vijf weken later in Ashland (VS), viel zij wéér ten offer aan Brodsky.

### Dubbelspel
Manasse behaalde in het dubbelspel betere resultaten dan in het enkelspel. Zij debuteerde in 2013 op het ITF-toernooi van Rancho Santa Fe (VS), samen met haar oudere zus Rachel Manasse. Bij haar volgende toernooi, in 2015, bereikte zij meteen de finale, op het ITF-toernooi van El Paso (VS), samen met landgenote Robin Anderson – zij verloren van het duo Jennifer Brady en Alexa Guarachi. Een maand later veroverde Manasse haar eerste titel, op het ITF-toernooi van Fort Worth (VS), samen met landgenote Josie Kuhlman, door het duo Jessica Ho en Giuliana Olmos te verslaan. Bij haar eerste deelname na de anderhalf jaar gedwongen blessurepauze, in juni 2018 op het ITF-toernooi van Bethany Beach, won zij meteen haar tweede titel, samen met Anderson. Twee weken later speelde zij voor het eerst buiten de Verenigde Staten: in Victoria (Canada), waar zij met de Amerikaanse Ronit Yurovsky de halve finale bereikte. In februari 2019 reisde zij voor het eerst buiten het Amerikaanse continent: naar Osaka (Japan) waar zij met Robin Anderson haar derde titel won. In maart/april ging zij met Anderson naar Europa (Frankrijk en het Verenigd Koninkrijk). In mei/juni speelde zij in Azië (Thailand, China) met verschillende partners. Tot op heden(juni 2020) won zij vier ITF-titels, de meest recente in 2020 in Las Vegas (VS).
In november 2018 speelde Manasse voor het eerst op een WTA-hoofdtoernooi, op het toernooi van Houston, samen met landgenote Jessica Pegula – hier veroverde zij meteen haar eerste titel, door het koppel Desirae Krawczyk en Giuliana Olmos te verslaan.
Haar hoogste notering op de WTA-ranglijst is de 175e plaats, die zij aantipte in juli 2019 na het bereiken van de halve finale op twee opeenvolgende $60k-ITF-toernooien: in Honolulu en Ashland.

## Palmares
| Legenda                 |
| ----------------------- |
| Grandslamtoernooi       |
| Olympische Spelen       |
| Year-End Championships  |
| Premier Mandatory       |
| Premier Five / WTA 1000 |
| Premier / WTA 500       |
| International / WTA 250 |
| Challenger / WTA 125    |

### WTA-finaleplaatsen enkelspel
geen

### WTA-finaleplaatsen vrouwendubbelspel
| nr.              | finale     | toernooi    | ondergrond | partner        | tegenstandsters                 | score            |         |
| ---------------- | ---------- | ----------- | ---------- | -------------- | ------------------------------- | ---------------- | ------- |
| gewonnen finales |            |             |            |                |                                 |                  |         |
| 1.               | 2018-11-17 | WTA Houston | hardcourt  | Jessica Pegula | Desirae Krawczyk Giuliana Olmos | 1-6, 6-4, [10-8] | details |
| verloren finales |            |             |            |                |                                 |                  |         |
| geen             |            |             |            |                |                                 |                  |         |

### Gewonnen ITF-toernooien enkelspel
geen

### Gewonnen ITF-toernooien dubbelspel
| nr. | finale     | toernooi      | dotatie | ondergrond | partner            | tegenstandsters in finale     | score            |
| --- | ---------- | ------------- | ------- | ---------- | ------------------ | ----------------------------- | ---------------- |
| 1.  | 2015-08-08 | Fort Worth    | $10.000 | hardcourt  | Josie Kuhlman      | Jessica Ho Giuliana Olmos     | 6-4, 6-4         |
| 2.  | 2018-06-09 | Bethany Beach | $25.000 | gravel     | Robin Anderson     | Quinn Gleason Sanaz Marand    | 2-6, 7-6, [10-3] |
| 3.  | 2019-03-02 | Osaka         | $25.000 | hardcourt  | Robin Anderson     | Risa Ushijima Minori Yonehara | 7-6, 6-3         |
| 4.  | 2020-03-08 | Las Vegas     | $25.000 | hardcourt  | Lorraine Guillermo | Jovana Jović Conny Perrin     | 0-6, 6-2, [10-4] |